# Julio Palacios Martínez
Julio Palacios Martínez (Paniza, Saragossa, 12 d'abril de 1891 - Madrid; 12 de febrer de 1970) va ser un dels físics més rellevants d'Espanya.

## Biografia
Estudià a Barcelona, on s'inicià en la Física. Després de doctorar-se en la Universitat Central de Madrid, Blas Cabrera li va aconsellar que ampliés estudis a Leiden (Països Baixos), on va estudiar les isotermes a baixa temperatura corresponents als gasos nobles. A la seva tornada, es va incorporar en el laboratori del seu mentor treballant sobre la tensió superficial del mercuri i la correcció corresponent de les lectures baromètriques. A més, va investigar sobre la lluminositat dels rajos canals i sobre les substàncies per i diamagnètiques.
El 1926 va aconseguir la càtedra de Termologia de la Universitat de Madrid. Aquest mateix any, l'Institut d'Estudis Catalans li publicà en català Propietats dels gasos ultraenrarits. Posteriorment va investigar sobre les estructures cristal·lines per difracció de rajos X.
El seu ingrés en la Reial Acadèmia de Ciències Exactes, Físiques i Naturals va ser el 8 d'abril de 1932, amb un discurs sobre Mecànica Quàntica. En crear-se l'Institut Nacional de Física i Química (1932), Palacios va ser el director de la secció de raigs X.
Després de la Guerra Civil, Palacios va abandonar els estudis estructurals per interessar-se per la Biologia, des d'un punt de vista físic. Va ser nomenat director de la secció de Física de l'Institut d'Oncologia de Lisboa (Portugal), compaginant la seva labor a Portugal amb el seu treball a Madrid. En l'última etapa de la seva vida va desenvolupar una crítica de la teoria de la relativitat, postulant una tornada a les nocions clàssiques de temps i espai absoluts.
Va ocupar diversos càrrecs i va pertànyer a diverses institucions: vocal de la Junta per a l'Ampliació d'Estudis, president de la Societat Espanyola de Física i Química, membre de la Reial Acadèmia de Ciències Exactes, Físiques i Naturals, corresponent de la Reial Acadèmia de Ciències i Arts de Barcelona i de les Acadèmies de Ciències de Saragossa, Buenos Aires, Córdoba (Argentina), Lisboa, Lima, Coïmbra i Puerto Rico, així com membre de la Reial Acadèmia Nacional de Medicina. El 1953 ingressà a la Reial Acadèmia Espanyola. El 1967 va ser nomenat rector de International Center for Mechanical Sciences, amb seu a Trieste i a Udine.

## Obres
- Física para médicos (1931)
- Mecánica física (1942)
- Termodinámica y constitución de la materia (1942)
- Electricidad y magnetismo (1945)
- De la Física a la Biología (1947)
- Análisis dimensional (1956).